# Municipio de Brown (condado de Linn)
El municipio de Brown (en inglés: Brown Township) es un municipio ubicado en el condado de Linn en el estado estadounidense de Iowa. En el año 2010 tenía una población de 2095 habitantes y una densidad poblacional de 22,29 personas por km².

## Geografía
El municipio de Brown se encuentra ubicado en las coordenadas 42°4′16″N 91°24′19″O / 42.07111, -91.40528. Según la Oficina del Censo de los Estados Unidos, el municipio tiene una superficie total de 93.99 km², de la cual 93,89 km² corresponden a tierra firme y (0,1 %) 0,1 km² es agua.

## Demografía
Según el censo de 2010, había 2095 personas residiendo en el municipio de Brown. La densidad de población era de 22,29 hab./km². De los 2095 habitantes, el municipio de Brown estaba compuesto por el 98,42 % blancos, el 0,29 % eran afroamericanos, el 0,1 % eran amerindios, el 0,48 % eran asiáticos, el 0,19 % eran de otras razas y el 0,53 % eran de una mezcla de razas. Del total de la población el 0,43 % eran hispanos o latinos de cualquier raza.